# Station Hever
Station Hever is een spoorweghalte in Hever, een deelgemeente van Boortmeerbeek op spoorlijn 53 (Schellebelle - Mechelen - Leuven). Er zijn geen lokketen aanwezig in dit station maar het is mogelijk om een ticket te kopen aan de verkoopautomaat.
Het station werd geopend op 1 januari 1881 door de Belgische staatsspoorwegen.
Bij de ingang van het nieuwe vervoersplan van 13 december 2020 stoppen hier terug treinen in het weekend, de laatste keer dat in dit station door het weekend werd bediend was in 1994.

## Treindienst
| Serie       | Treinsoort          | Route                                                            | Bijzonderheden                                                               |
| ----------- | ------------------- | ---------------------------------------------------------------- | ---------------------------------------------------------------------------- |
| IC 21       | Intercity (NMBS)    | Gent-Sint-Pieters – Mechelen – Hever – Leuven                    | Rijdt in het weekend Mechelen - Leuven.                                      |
| L 2750      | L-trein (NMBS)      | Leuven – Hever – Mechelen – Sint-Niklaas                         | Rijdt in het weekend enkel tussen Mechelen en Sint-Niklaas.                  |
| P 7090/8090 | Piekuurtrein (NMBS) | [ Sint-Niklaas – ] / [ Dendermonde – ] Mechelen – Hever – Leuven | Rijdt alleen op werkdagen. Een trein van Dendermonde naar Gent-Sint-Pieters. |
| P 7390/8390 | Piekuurtrein (NMBS) | [ Sint-Niklaas – ] / [ Dendermonde – ] Mechelen – Hever – Leuven | Rijdt alleen op werkdagen.                                                   |

## Galerij

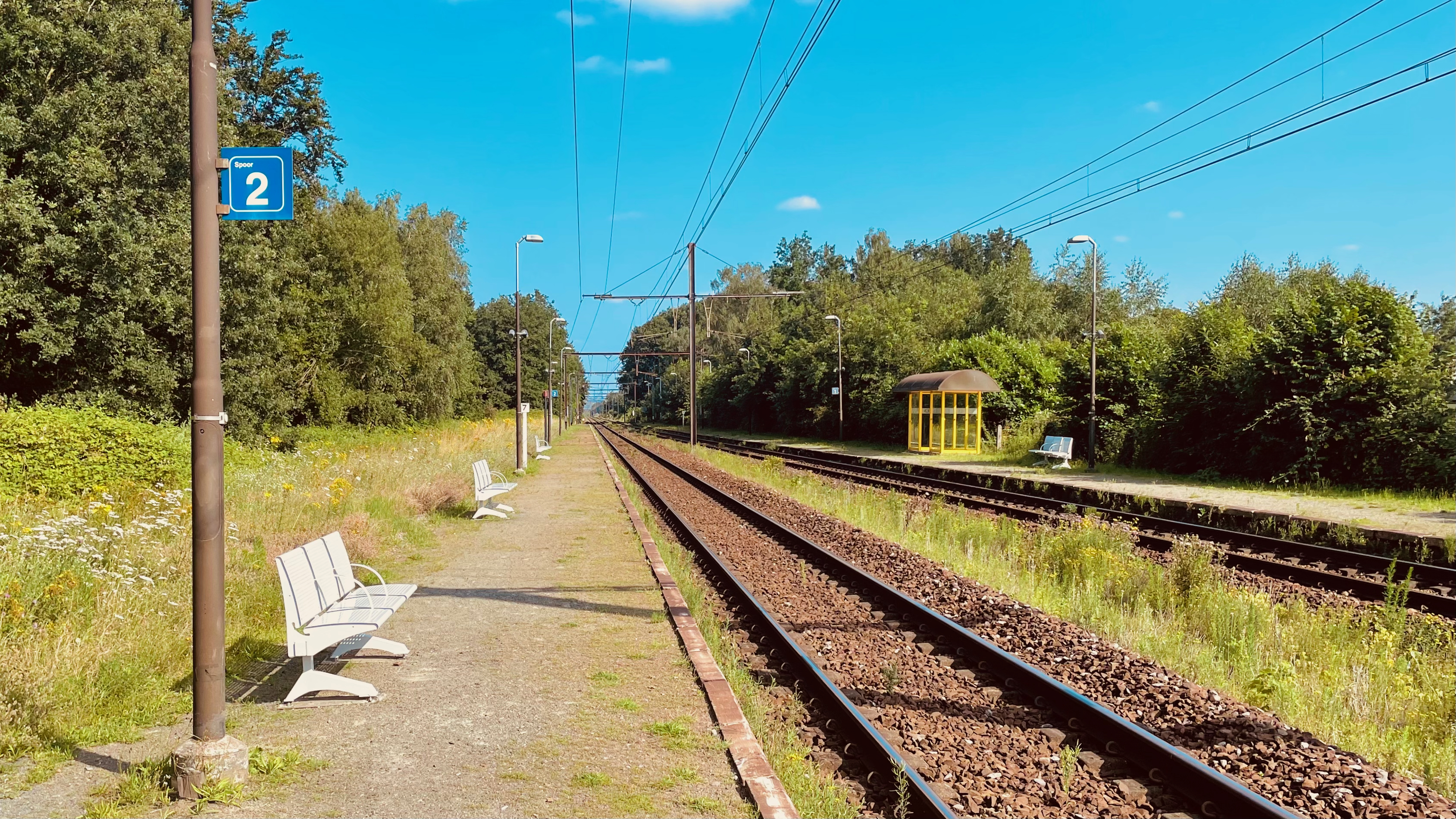
Het perron in Hever
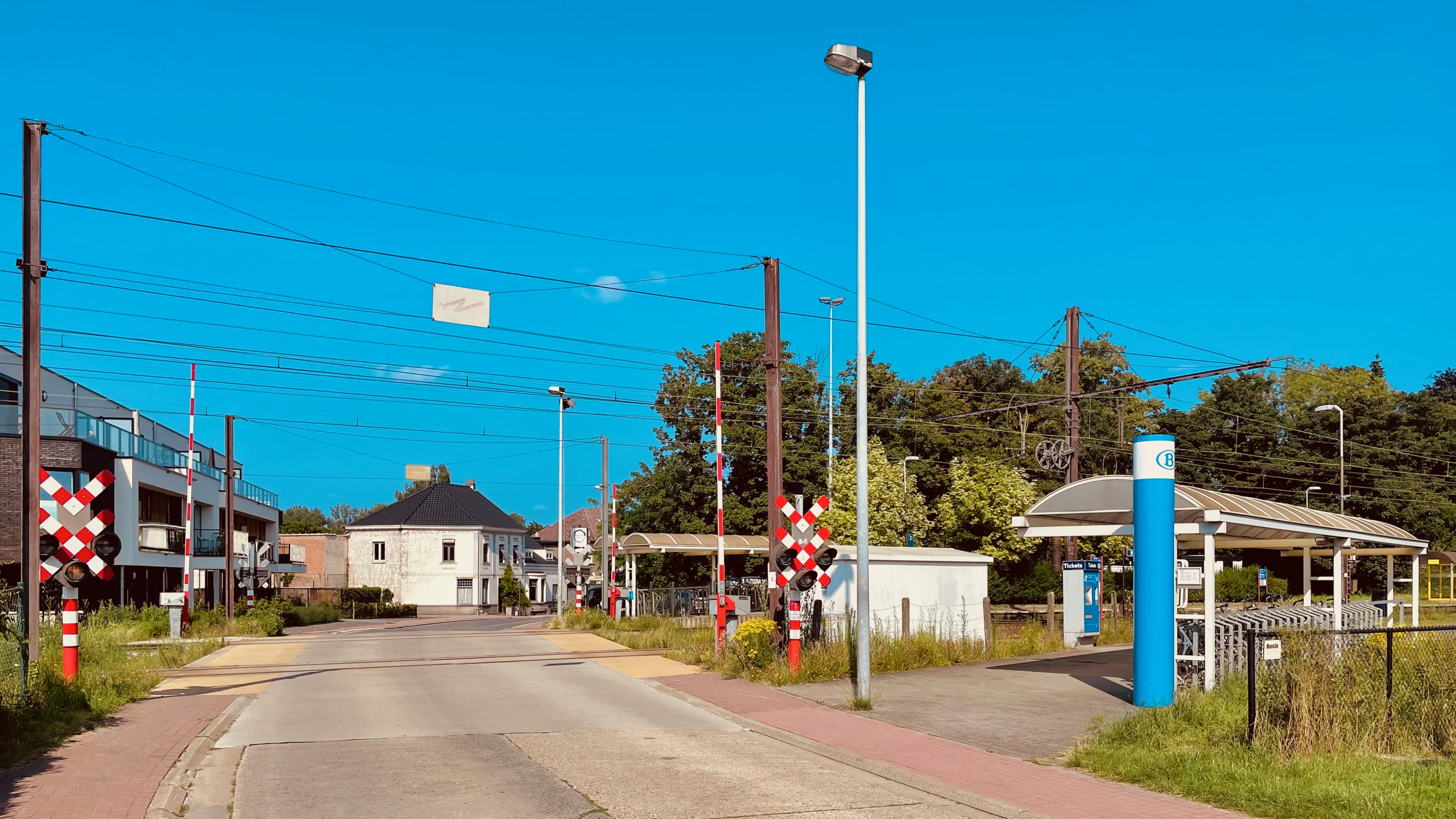
Overweg aan het station
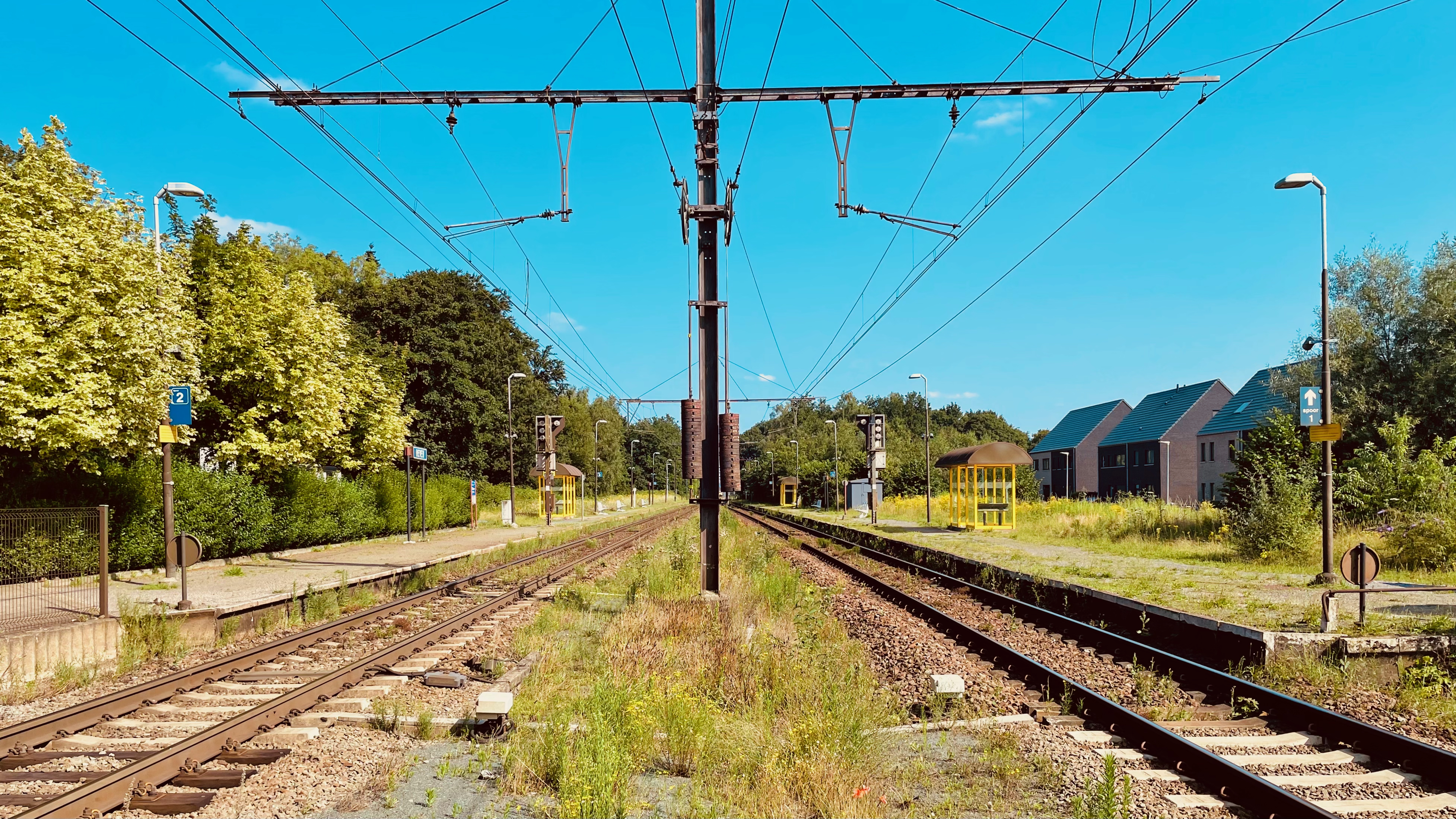
Zicht op de sporen

## Reizigerstellingen
De grafiek en tabel geven het gemiddeld aantal instappende reizigers weer op een week-, zater- en zondag.
| Tabel: aantal instappende reizigers station Hever | Tabel: aantal instappende reizigers station Hever | Tabel: aantal instappende reizigers station Hever | Tabel: aantal instappende reizigers station Hever |
|                                                   | Weekdag                                           | Zaterdag                                          | Zondag                                            |
| ------------------------------------------------- | ------------------------------------------------- | ------------------------------------------------- | ------------------------------------------------- |
| 1977                                              | 151                                               | 16                                                | 10                                                |
| 1978                                              | 178                                               | 21                                                | 11                                                |
| 1979                                              | 187                                               | 17                                                | 20                                                |
| 1980                                              | 157                                               | 14                                                | 20                                                |
| 1981                                              | 209                                               | 20                                                | 19                                                |
| 1982                                              | 143                                               | 18                                                | 22                                                |
| 1983                                              | 143                                               | 19                                                | 12                                                |
| 1984                                              | 167                                               | 16                                                | 13                                                |
| 1985                                              | 168                                               | 9                                                 | 18                                                |
| 1986                                              | 93                                                | 14                                                | 26                                                |
| 1987                                              | 152                                               | 15                                                | 18                                                |
| 1988                                              | 147                                               | 17                                                | 12                                                |
| 1989                                              | 121                                               | 18                                                | 42                                                |
| 1990                                              | 132                                               | 12                                                | 14                                                |
| 1991                                              | 137                                               | 17                                                | 18                                                |
| 1992                                              | 132                                               | 17                                                | 28                                                |
| 1993                                              | 107                                               | 20                                                | 19                                                |
| 1994                                              | 166                                               | -                                                 | -                                                 |
| 1995                                              | 164                                               | -                                                 | -                                                 |
| 1996                                              | 132                                               | -                                                 | -                                                 |
| 1997                                              | 139                                               | -                                                 | -                                                 |
| 1998                                              | 145                                               | -                                                 | -                                                 |
| 1999                                              | 165                                               | -                                                 | -                                                 |
| 2000                                              | 157                                               | -                                                 | -                                                 |
| 2001                                              | 155                                               | -                                                 | -                                                 |
| 2002                                              | 152                                               | -                                                 | -                                                 |
| 2003                                              | 121                                               | -                                                 | -                                                 |
| 2004                                              | 134                                               | -                                                 | -                                                 |
| 2005                                              | 136                                               | -                                                 | -                                                 |
| 2006                                              | 154                                               | -                                                 | -                                                 |
| 2007                                              | 155                                               | -                                                 | -                                                 |
| 2008                                              | -                                                 | -                                                 | -                                                 |
| 2009                                              | 129                                               | -                                                 | -                                                 |
| 2010                                              | -                                                 | -                                                 | -                                                 |
| 2011                                              | -                                                 | -                                                 | -                                                 |
| 2012                                              | 141                                               | -                                                 | -                                                 |
| 2013                                              | 127                                               | -                                                 | -                                                 |
| 2014                                              | 138                                               | -                                                 | -                                                 |
| 2015                                              | 149                                               | -                                                 | -                                                 |
| 2016                                              | 181                                               | -                                                 | -                                                 |
| 2017                                              | 170                                               | -                                                 | -                                                 |
| 2018                                              | 142                                               | -                                                 | -                                                 |
| 2019                                              | 135                                               | -                                                 | -                                                 |
| 2020                                              | 65                                                | -                                                 | -                                                 |
| 2021                                              | -                                                 | -                                                 | -                                                 |
| 2022                                              | 136                                               | 101                                               | 184                                               |
| 2023                                              | 128                                               | 114                                               | 90                                                |
| 2024                                              | 124                                               | 79                                                | 69                                                |

0,0: Schellebelle ·
2,8: Wichelen ·
5,8: Schoonaarde ·
9,7: Oudegem ·
12,5: Dendermonde ·
16,2: Baasrode-Zuid ·
18,2: Koude Haard ·
19,6: Buggenhout ·
21,6: Malderen ·
23,3: Molenheide ·
26,4: Londerzeel ·
28,2: Londerzeel-Oost ·
29,0: Ramsdonk ·
31,0: Kapelle-op-den-Bos ·
34,9: Heike ·
36,6: Hombeek ·
38,8: Brusselsesteenweg ·
39,6: Mechelen ·
42,6: Muizen ·
44,5: Hever ·
46,2: Biststraat ·
48,1: Boortmeerbeek ·
51,4: Haacht ·
52,5: Wespelaar-Heike ·
53,4: Wespelaar-Tildonk ·
55,8: Hambos ·
58,3: Wakkerzeelsesteenweg ·
59,4: Wijgmaal ·
64,1: Leuven